# Raytheon Missile Systems
Raytheon Missile Systems Company, daw. Hughes Missile Systems Company – amerykańska spółka koncernu zbrojeniowego Raytheon Company specjalizująca się w produkcji pocisków rakietowych.
Siedziba firmy znajduje się w Tucson, a jej dyrektorem jest Taylor W. Lawrence.
Specjaliści tej spółki stworzyli ponad 20 rodzajów pocisków rakietowych oraz systemów naprowadzania.